# Ројал Лемингтон Спа
Ројал Лемингтон Спа (енгл. Royal Leamington Spa) је град у Уједињеном Краљевству у Енглеској. Према процени из 2007. у граду је живело 66.149 становника.

## Становништво
Према процени, у граду је 2008. живело 66.149 становника.
| 1981.  | 1991.  | 2001.  |
| ------ | ------ | ------ |
| 56,552 | 55,396 | 61,595 |